# Nemoria tutala
Nemoria tutala là một loài bướm đêm trong họ Geometridae.